# Anomis bipuncta
Anomis bipuncta är en fjärilsart som beskrevs av W. Warren 1913. Anomis bipuncta ingår i släktet Anomis och familjen nattflyn. Inga underarter finns listade i Catalogue of Life.